# Маковичі
Ма́ковичі — село в Україні, у Турійській селищній громаді Ковельського району Волинської області. Населення становить 273 осіб. Розташоване за 29 км від центру громади і залізничної станції Турійськ через село проходить автошлях Т 0311. У селі 4 вулиці і 75 дворів.

## Історія
В кінці XIX століття село Новодвірської волості Володимир-Волинського повіту Волинської губернії. Відстань від повітового міста 32 км. Дворів 98, мешканців 625.
12 червня 2020 року, відповідно до розпорядження Кабінету Міністрів України № 708-р «Про визначення адміністративних центрів та затвердження територій територіальних громад Волинської області», увійшло до складу Турійської селищної територіальної громади.
19 липня 2020 року, в результаті адміністративно-територіальної реформи та ліквідації  Турійського району, село увійшло до новоутвореного Ковельського району. 

## Населення
Згідно з переписом УРСР 1989 року чисельність наявного населення села становила 493 особи, з яких 226 чоловіків та 267 жінок.
За переписом населення України 2001 року в селі мешкало 275 осіб. 100 % населення вказало своєю рідною мовою українську мову.